# Stenotritus
Stenotritus  (лат.) — род пчёл из семейства Stenotritidae. Эндемики Австралии. Включает около 10 видов. Ранее (до McGinley, 1980) рассматривались в составе семейства Colletidae.

## Описание
Длина тела 12—15 мм. Пушистые быстролетающие пчёлы с примитивно устроенным ротовым аппаратом. Гнездятся в почве.
- Stenotritus elegans Smith, 1853
- Stenotritus elegantior Cockerell, 1921
- Stenotritus ferricornis (Cockerell, 1916)
- Stenotritus greavesi (Rayment, 1930)
- Stenotritus murrayensis (Rayment 1935)
- Stenotritus nigrescens (Friese, 1924)
- Stenotritus nitidus (Smith, 1879)
- Stenotritus pubescens (Smith, 1868)
- Stenotritus rufocollaris (Cockerell, 1921)
- Stenotritus splendidus (Rayment, 1930)
- Stenotritus victoriae (Cockerell, 1906)